# Colobinae
Sous-famille
Les Colobinés (Colobinae), du grec kolobos (κολοβος) qui signifie « mutilé » constituent une sous-famille des mammifères primates appelés en français colobes, nasiques, entelles, semnopithèques, langurs, etc. La classification scientifique de ces singes est encore en évolution. 

## Taxinomie et classification

### Liste des genres et sous-genres
Selon la troisième édition de Mammal Species of the World de 2005 :
- Taxons africains (tribu des Colobini)[note 1],[1]
  - genre Colobus Illiger, 1811 - des colobes ou guérézas
  - genre Procolobus Rochebrune, 1877 - le colobe vert
  - genre Piliocolobus Rochebrune, 1877 - des colobes
- Taxons asiatiques (tribu des Presbytini)[note 1],[1]
  - genre Nasalis É. Geoffroy, 1812  - un ou deux nasiques
  - genre Simias Miller, 1903 - un nasique
  - genre Presbytis Eschscholtz, 1821  - des semnopithèques
  - genre Semnopithecus Desmarest, 1822 - des entelles ou langurs
  - genre Trachypithecus Reichenbach, 1862 - des semnopithèques, entelles ou langurs
  - genre Pygathrix É. Geoffroy, 1812  - le Rhinopithèque à pieds noirs et le Douc
  - genre Rhinopithecus Milne-Edwards, 1872 - des rhinopithèques